# 汪朝模
汪朝模（？—？），江蘇蘇州府長洲縣人，清朝政治人物。

## 生平
光緒三年（1877年）丁丑科三甲第三十五名進士，同年五月授內閣中書。